# NGC 507
NGC 507 (ook wel GC 294, Arp 229, H 3.159, h 108, MCG +05-04-044, PGC 5098, UGC 938, VV 207a of ZWG 502.67) is een elliptisch sterrenstelsel die zich aan de meest noordelijke rand van het sterrenbeeld Vissen bevindt. Het hemelobject ligt 227 miljoen lichtjaar (69,6×106 parsec) van de Aarde verwijderd en werd op 12 september 1784 ontdekt door de Duits-Britse astronoom William Herschel.

## HD 8347
Vanaf de aarde gezien bevindt het stelsel NGC 507, evenals de stelsels NGC 503 en NGC 508, zich schijnbaar in de buurt van de ster HD 8347. Amateurastronomen kunnen HD 8347 aanwenden als gidsster om deze drie stelsels op te sporen.